# Ministerio de Economía, Planificación y Desarrollo
El Ministerio de Economía, Planificación y Desarrollo de la República Dominicana (MEPyD) o simplemente Ministerio de Economía, es un organismo de Estado enfocado en temas de economía y desarrollo. Se dedica a coordinar las políticas macroeconómicas y de desarrollo sostenible, regir el Sistema Nacional de Planificación e Inversión Pública, desarrollar el sistema de estadísticas, evaluar el impacto de las medidas económicas, establecer políticas de cooperación internacional, entre otras funciones.
Fue creado en 2006 como Secretaría de Estado de Economía, Planificación y Desarrollo. Su sede se encuentra en Santo Domingo, en el edificio de Oficinas Gubernamentales Juan Bosch de la Av. México. Su ministro es Pável Ernesto Isa Contreras desde el 11 de julio de 2022.

## Historia
Desde 1965, las políticas de desarrollo y planificación económica estaban dirigidas por el Secretariado Técnico de la Presidencia. En 2006, surge la Secretaría de Estado de Economía, Planificación y Desarrollo en sustitución del Secretariado Técnico de la Presidencia. Esta sustitución entró en efecto mediante la Ley n.º 496-06 del 28 de diciembre de 2006.
Este proceso es el resultado de una transformación legal en la administración dominicana para fortalecer el desarrollo económico del país. Partía de la necesidad de modernizar el Estado dominicano y articular la conducción del sistema de planificación, con el fin de asegurar un desarrollo uniforme en cuanto a economía, sociedad y administración.
A la vez que se crea esta oficina, se organiza un Sistema Nacional de Planificación e Inversión Pública para hacer frente al proceso de desarrollo económico y social de manera justa y equitativa.
En 2010, después de una reforma constitucional, el organismo pasa a llamarse Ministerio de Economía, Planificación y Desarrollo mediante el decreto n.º 56-10.

## Estructura
Al igual que los demás Ministerios, el de Economía, Planificación y Desarrollo se divide en viceministerios, los cuales a su vez se subdividen en direcciones generales, departamentos y oficinas.

### Viceministerio Administrativo Financiero
Es el responsable de prestar servicios en materia de recursos humanos, legales, administrativos, financieros e informáticos. También se encarga de formular el presupuesto anual del Ministerio.

### Viceministerio de Análisis Económico y Social
Se encarga de dar seguimiento a los planes estratégicos, programas, trabajos, informes, presentaciones, proyecciones, reportes, etc. Tiene a su cargo las siguientes Direcciones:
- de Análisis Económico Sectorial
- de Análisis Macroeconómico
- de Análisis de Pobreza, Desigualdad y Cultura Democrática
- de Inteligencia de Datos

### Viceministerio de Planificación
Coordina las políticas públicas relativas a la planificación del desarrollo económico y social e inversión pública. A su cargo está el Centro Nacional de Fomento y Promoción de las Asociaciones sin Fines de Lucro.

### Viceministerio de Cooperación Internacional
Es el responsable de definir las políticas, normas y procedimientos para la solicitud, gestión y evaluación de la demanda y oferta de la cooperación internacional.

### Viceministerio de Ordenamiento Territorial y Desarrollo Regional
Se encarga de las políticas públicas relativas a la coordinación interinstitucional en el país, promueve planes de desarrollo y ordenamiento territorial y formula la gestión de riesgo de desastres y cambio climático.

## Organismos adscritos
Independientes al Ministerio pero asociados a él existen tres instituciones cruciales para la investigación y la divulgación en República Dominicana.

### Oficina Nacional de Estadística (ONE)
Su objetivo principal es recolectar, revisar, elaborar y publicar las estadísticas nacionales, incluidos los censos.

### Instituto Geográfico Nacional José Joaquín Hungría Morell
Es el responsable de la formulación de políticas en las áreas de geografía, cartografía y geodesia.

### Sistema Único de Beneficiarios (SIUBEN)
Suministra los datos requeridos para reconocer a la población que cumple con los requisitos para acceder a los diversos programas estatales de ayuda, con el propósito de asignar los recursos públicos de manera eficiente.